# Det 20. århundrede: De 100 mest betydningsfulde personer i verden
Bogen Det 20. århundrede: De 100 mest betydningsfulde personer i verden indeholder 100 artikler om 100 (101, idet Marie og Pierre Cure er i en artikel) mennesker, som Frank Esmann og Georg Metz finder de mest betydningsfulde i det 20. århundrede. Listen er selvfølgelig subjektiv og deres egen vurdering.
I forordet skriver de om udvælgelsen af de betydningsfulde mennesker i det 20. århundrede: "Det har været grusomme valg". De nævner, at bl.a. burde alle faldne ved invasionen den 6. juni 1944 i Normandiet nævnes. Desuden skriver de, at betydningsfulde ikke skal forveksles med kendte, og at nogen af de udvalgtes betydning ligger i deres sublime ondskab.
De betydningsfulde personer er:
| - Kofi Annan - Yassir Arafat - Mustafa Kemal Atatürk - Rudolf Augstein - Béla Bartók - Simone de Beauvoir - Samuel Beckett - David Ben-Gurion - Alban Berg - Ingmar Bergman - Niels Bohr - Willy Brandt - Bertolt Brecht - Luis Buñuel - Al Capone - Fidel Castro - Gabrille (Coco) Chanel - Charlie Chaplin - Winston Churchill - Bill Clinton | - Le Corbusier - Marie og Pierre Curie - Salvador Dali - Bette Davis - Deng Xiaoping - Walt Disney - Bob Dylan - Albert Einstein - Dwight D. Eisenhower - Sergei Eisenstein - T.S. Eliot - Duke Ellington - Federico Fellini - Alexander Fleming - Henry Ford - John Ford - Sigmund Freud - Mahatma Gandhi - Bill Gates - Charles de Gaulle | - Mikhail Gorbatjov - Graham Greene - Walter Adolph Gropius - Knut Hamsun - Václav Havel - Alfred Hitchcock - Adolf Hitler - Billie Holiday - Edwin Powell Hubble - Pave Johannes 23. - James Joyce - Franz Kafka - Vasilij Kandinskij - John F. Kennedy - John Maynard Keynes - Ruhollah Khomeini - Martin Luther King jr. - Helmut Kohl - Akira Kurosawa - Lawrence of Arabia | - Vladimir Iljitj Lenin - John Lennon - Primo Levi - György Ligeti - Gustav Mahler - Nelson Mandela - Thomas Mann - Mao Zedong - Gabriel García Márquez - Roger Martin du Gard - Henri Matisse - Henry Miller - Ho Chi Minh - Jean Monnet - Marilyn Monroe - Benito Mussolini - Ralph Nader - Richard Nixon - Laurence Olivier - George Orwell | - Pelé - Pablo Picasso - Elvis Presley - Marcel Proust - Giacomo Puccini - Ronald Reagan - Franklin D. Roosevelt - Jean-Paul Sartre - Arnold Schönberg - Dmitrij Sjostakovitj - George Soros - Josef Stalin - Richard Strauss - Igor Stravinsky - Margaret Thatcher - Arturo Toscanini - Ted Turner - Andy Warhol - John Wayne - Max Weber |